# Lijst van burgemeesters van Nijefurd
Dit is een lijst van burgemeesters van de voormalige Nederlandse gemeente Nijefurd in de provincie Friesland die per 1 januari 2011 is opgegaan in de nieuwe gemeente Súdwest-Fryslân.
| Ambtsperiode | Naam burgemeester     | Partij of stroming | Bijzonderheden            |
| ------------ | --------------------- | ------------------ | ------------------------- |
| 1984 - 1993  | Jan van der Meer      | PvdA               |                           |
| 1993 - 1997  | Greet de Vries-Hommes | PvdA               |                           |
| 1997 - 2010  | Hans (J.W.) Boekhoven | VVD                | tot april 1999 waarnemend |